# Sparta (Georgia)
Sparta település az Amerikai Egyesült Államok Georgia államában, Hancock megyében, melynek megyeszékhelye is. Lakosainak száma 1357 fő (2020. április 1.).

## Népesség
A település népességének változása:

| 2010 | 1 400 |
| 2020 | 1 357 |